# Сеннеджем
Сеннеджем — древнеегипетский художник, живший в Дейр эль-Медине на западном берегу Нила, напротив Фив, во времена правления фараонов Сети I и Рамсеса II.

## Биография
Сеннеджем был сыном Хабехнета и Тахену, чья гробница (TT2) расположена рядом с гробницей их сына. От жены Юнеферти у Сеннеджема было по крайней мере 10 детей, многие из которых похоронены в гробнице отца. Сеннеджем носил титул «Служитель места истины», относящийся к специалистам (кто копал и украшал) царских усыпальниц в Долине Царей.
Судя по захоронениям в гробнице Сеннеджема его последующих родственников, финансовое положение его семьи ухудшилось, и люди могли себе позволить лишь дешёвые обряды. Подобная ситуация складывалась к XX династии среди многих жителей Фив — египтяне не имели возможности обеспечить себя отдельными усыпальницами и прибегали к оборудованию угла существующих гробниц или повторно использовали готовые гробницы в некрополе. Зачастую даже саркофаги использовались по два-три раза.

## Гробница
Сеннеджем похоронен вместе со своей женой Юнеферти (егип. ỉy-nfrtỉ) и семьёй (три поколения) в гробнице TT1 в Дейр эль-Медине. Его гробница обнаружена местным жителем из Курны (Луксор) и задокументирована египтологом Гастоном Масперо в 1886 году. В момент обнаружения гробницы в ней была обычная мебель, принесённая из дома Сеннеджема, которой пользовался художник ещё при жизни, — стул, кровать и пр.. Часовня для подношений над гробницей не сохранилась.